# Oliarus balachowskyi
Oliarus balachowskyi är en insektsart som beskrevs av Synave 1978. Oliarus balachowskyi ingår i släktet Oliarus och familjen kilstritar. Inga underarter finns listade i Catalogue of Life.